# 金尼縣 (德克薩斯州)
金尼县（英語：Kinney County）是位於美國德克薩斯州南部的一個縣，西南與墨西哥隔格蘭德河相望。面積3,536平方公里。根據美國2000年人口普查，共有人口3,379人。縣治布拉基特維爾（Brackettville）。
成立於1850年1月28日，縣政府成立於1874年2月7日。縣名歷任德克薩斯共和國議員、州參議員的亨利·羅倫斯·金尼（Henry Lawrence Kinney）命名。